# Love & Collage
Love & Collage (あいこら, Ai Kora) est un manga de Kazurou Inoue, connu également pour son œuvre Midori Days. Il a été prépublié entre le 6 juillet 2005 et 6 février 2008 dans le magazine Shōnen Sunday puis édité par Shogakukan sous forme de tankōbon. En France, la parution a débuté en janvier 2008 chez l'éditeur Kurokawa pour se terminer le 12 novembre 2009.

## Synopsis
L'intrigue s'articule autour d'un adolescent, Hachibe Maeda, qui idolâtre les parties individuelles de l'anatomie féminine, quatre en particulier : 
- Les yeux : "Ses yeux... de vrais yeux de chats, immenses et de la couleur du saphir le plus pur !"
- Les jambes : "Ses jambes, sont parfaitement droites! La largeur des cuisses est identique à celle des mollets !"
- Les seins : "La paire de seins parfaite, une forme arrondie, profilée, aérodynamique... Une alliance d'esthétique et de sensualité tactile maximale !"
- La voix : "Une voix grave, mais pas nasillarde !"

Quand il déménage à Tokyo en vue d'intégrer le lycée, un concours de circonstances fait qu'il vit désormais dans une remise située à proximité d'un dortoir pour filles. À son grand plaisir, ces filles possèdent chacune une partie d'anatomie qu'il considère idéale. On suit les tribulations d'Hachibe - qui ne rate aucune occasion d'assouvir son fétichisme -, ainsi que le développement progressif de ses relations avec les autres personnages.
Mais on découvrira que notre jeune adolescent est toujours prêt à découvrir de nouvelles parties parfaites.

## Personnages

### Principaux
Hachibe Maeda
Hachibe est le protagoniste principal de l'histoire. Il a 15 ans et durant toute sa vie il n'a aimé que les parties individuelles de l'anatomie féminine. À cause de son fétichisme, il n'a jamais été attiré par les femmes qui ne possèdent pas les parties d'anatomie qu'il considère idéales (jambes, yeux, voix, poitrine). Pour cette raison, il a supplié sa mère de le laisser étudier à l'Académie Sakashitamon, à Tokyo, en vue de découvrir celles qui correspondent à ses goûts.
On peut le comparer à Keitarô Urashima : particulièrement maladroit, pervers involontairement et détesté par les filles de la pension au départ. Cependant, il existe une différence fondamentale : il change radicalement de comportement lorsque l'on s'en prend aux filles ayant ses critères de sélection : il devient très puissant et quasiment invincible.
Tsubame Ameyagi
Tsubame est propriétaire du dortoir pour filles ainsi que professeur à l'Académie Sakashitamon. Un peu comme Yukari Tanizaki de Azumanga Daioh, elle perd complètement le contrôle d'elle-même lorsqu'elle boit. Elle possède d'après Hachibé des jambes parfaites.
Sakurako Tenmaku
Sakurako une étudiante de première année à l'Académie Sakashitamon, en plus d'être une locataire du dortoir pour filles. Elle possède un caractère bien trempé (à l'image de Asuna Kagurazaka dans Negima!), et un très lourd secret d'enfance. Hachibé est fasciné par ses yeux. Elle est très impulsive, assez violente mais cache aussi un grand cœur.
Au début, Tenmaku déteste Hachibe, mais petit à petit elle se prend d'affection pour lui. Lorsque celui-ci perce son terrible secret (elle attirait tous les garçons grâce à ses yeux magnifiques, au collège ; au point d'être détestée par toutes les filles et, par dégoût d'en détester ces garçons), elle s'effondre, mais change radicalement lorsque celui-ci prend sa défense.
Yukari Tsukino
Yukari est une collégienne de deuxième année à l'Académie Sakashitamon ainsi qu'une locataire du dortoir pour filles. Elle apparait comme très timide, mais est dotée d'après Hachibé d'une poitrine parfaite.
Kirino Ootori
Kirino est une étudiante de première année à l'Académie Sakashitamon et locataire du dortoir pour filles. Elle est malgré sa petite taille très forte car descendante directe d'une longue lignée de ninjas. Elle possède d'après Hachibé la voix parfaite
Ayame Yatsuhashi
Ayame est une étudiante de l'Académie Sakashitamon considérée comment étant la fille la plus canon du lycée. Elle propose, à l'étonnement général, de se fiancer à Hachibé, lequel refuse (encore plus à l'étonnement de tous!) car celle-ci ne correspond à aucun de ses critères. Elle devient contre son gré l'une de ses pires ennemies. Mais il découvre plus tard qu'en fait elle possède des hanches parfaites, ce qui lui permet parfois de manipuler Hachibé en faisant une danse du ventre.

### Secondaires
Ryûnosuke Shibusawa
Ryûnosuke est le président du département d'art de l'Académie Sakashitamon.
Kureha Kano
Kureha est une étudiante de l'Académie Sakashitamon et une fétichiste des filles à lunettes, d'où sa grande joie d'avoir rencontré Yukari.
Haiji Kikuno
Haiji, amoureux de Hachibé, est un étudiant bisexuel transféré à l'Académie Sakashitamon. Il possède, au plus grand désespoir de notre hétérosexuel héros, la paire de fesses parfaites.
Yoichirou Tatsumi
Yoichirou est le président du club de sciences à l'Académie Sakashitamon.
Seishirou Aburazaka
Seishirou est le fondateur et premier président du département d'art à l'Académie Sakashitamon. Il est connu pour son visage manga exagéré.
Umeka Outani
Umeka est une collégienne de première année de l'Académie Sakashitamon qui pince pour Ryuunosuke.

## Volumes et chapitres

### Tome 1
1. Une étrange passion
2. La fête de bienvenue
3. Un adversaire redoutable
4. Un dangereux complexe
5. La voix du bonheur
6. Le dieu de la baston
7. Une fille d'exception
8. Blessures secrètes [Première partie]
9. Blessures secrètes [Deuxième partie]

### Tome 2
1. Les griffes de la nuit
2. Le fétichisme offensif
3. Un cœur qui doute
4. La voix de l'extase
5. L'inconnu de la plage
6. Fou des maids
7. La revanche d'une blonde
8. Taille fatale
9. Le fiancé mystère (première partie)
10. Le fiancé mystère (deuxième partie)

### Tome 3
1. L'homme qui aimait se faire marcher dessus
2. Une beauté à lunettes
3. Une fille moderne
4. Le nouvel élève
5. Haiji VS Ayame
6. L'ombre de la vengeance
7. Un été torride
8. Le secret de Yukari
9. Les sœurs Tsukino
10. Un fantôme diablement sexy
11. Un rêve inaccessible

### Tome 4
1. Le grand tournoi
2. Une ninja pleine de charme
3. Romance à Osaka
4. Recherche Sakurako désespérément
5. Monsieur Tenmaku
6. La déclaration
7. Cruelle déception
8. Un miracle !
9. Usual suspect
10. Kirino on stage

### Tome 5
1. La vraie personnalité de Hachibé?
2. L'alliance de défense des vraies lunettes
3. Une femme géniale
4. Fête du sport à Sakashitamon
5. Le complot du collant
6. Il ne me regarde pas
7. Les flans divins
8. Un fétichiste charmant
9. Etude de la stupidité appliquée
10. Une cicatrice indélébile

### Tome 6
1. La nouvelle pension pour garçons
2. La fête de l'école (première partie)
3. La fête de l'école (deuxième partie)-Huit hommes en colère
4. Opération perfect boots
5. Les punks et la voix sensuelle
6. Battle of punk, YEEAAAH!!
7. Passion déco
8. Yukari love
9. Régime forcé!
10. The queen of queens

### Tome 7
1. First kiss
2. Palpitation
3. Deux passions valent mieux qu'une
4. Retour aux sources
5. Ni chaud ni froid
6. Un amour sans espoir
7. Le trouillard et la tête brûlée
8. La mini-ninja
9. Ayame amoureuse
10. Premier rendez-vous

### Tome 8
1. Le fantôme du passé
2. Le retour de l'homme qui aimait se faire marcher dessus
3. Vrais ou faux ?
4. Dangerous lips
5. Les fugitifs
6. L'amoureux du virtuel
7. Fantasma démasqué
8. Le QG top secret de recherche érotique
9. Hachibé sumotori
10. La fête de noël

### Tome 9
1. Battle royale
2. Le syndicat du crime
3. Mother is back
4. Shibusawa mène l'enquête (première partie)
5. Shibusawa mène l'enquête (seconde partie)
6. Yukari saute le pas
7. Le ragoût de l'amour
8. L'amour king size
9. Highway to hell
10. Le cadeau

### Tome 10
1. Sayo sur le dos
2. Sexy geisha
3. Le comité des loosers
4. Persécuté !
5. Un lours secret
6. La fuite
7. Hachi is back
8. Un nouvel atout ?
9. Une passion gênante
10. Mon cœur balance

### Tome 11
1. Pas si vite, professeur !
2. Un nouveau bonheur
3. Ayame et Haiji
4. "Mission Haiji"
5. Une secte très étrange
6. La femme en chocolat
7. Two lovers
8. Le premier pas
9. Une étoile est née
10. Comme dans un rêve

### Tome 12 (dernier tome)
1. Un cœur solitaire
2. Un drame
3. Un rival
4. Hachibé au bord du gouffre
5. La folle déclaration
6. Hachibé déchainé !
7. Sakurako ouvre son cœur
8. Goodbye, Hachibé
9. Dernier chapitre : La triomphe de l'amour

1. Un don indiscret (Bonus)